# 소베슬라프 1세

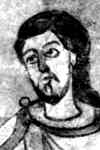
소베슬라프 1세

소베슬라프 1세(체코어: Soběslav I., 1075년경 ~ 1140년 2월 14일)는 보헤미아의 공작(재위: 1125년 ~ 1140년)이다.

## 생애
보헤미아의 공작인 브라티슬라프 2세와 그의 아내인 폴란드의 시비엥토스와바(Świętosława)의 아들로 태어났다.
1107년 블라디슬라프 1세가 반란을 일으키면서 자신의 형인 보르지보이 2세를 쫓아냈다. 이 과정에서 소베슬라프 1세는 폴란드의 공작인 볼레스와프 3세의 궁정으로 피신했다. 1109년 스바토플루크가 암살된 이후에 보르지보이 2세가 보헤미아의 공작위 복위를 요구했지만 실패하고 만다. 보르지보이 2세는 블라디슬라프 1세에 의해 수감되었지만 신성 로마 제국의 황제였던 하인리히 5세의 도움으로 석방되었다.
1115년 블라디슬라프 1세, 소베슬라프 1세는 브르노, 즈노이모의 공동 통치자가 되었지만 1123년에 두 사람 사이에 긴장 관계가 형성되면서 소베슬라프는 쫓겨나고 만다. 1125년 블라디슬라프 1세가 사망하면서 보헤미아의 공작으로 즉위했다.
1126년 2월 18일에 일어난 흘루메츠(Chlumec) 전투에서는 보헤미아 국경 지대에 세워진 요새에서 보헤미아를 침공한 독일-모라바 연합군을 격파했다. 이 과정에서 소베슬라프 2세는 올로모우츠 공작을 역임하고 있던 오타 2세(Ota II.)를 살해했다.
1138년 콘라트 3세가 독일의 국왕으로 선출된 이후에는 보헤미아와 독일 간의 관계를 개선하기 위해 노력했다. 1140년 2월 14일 호스틴네(Hostinné) 성에서 사망했다. 그의 공작위는 사촌인 블라디슬라프 2세가 승계받았다.
| 전임 블라디슬라프 1세 | 보헤미아의 공작 1125년 ~ 1140년 | 후임 블라디슬라프 2세 |